# Sölkpass
Der Sölkpass ist ein Gebirgspass über die  Niederen Tauern in der Steiermark (Österreich).

## Topographie

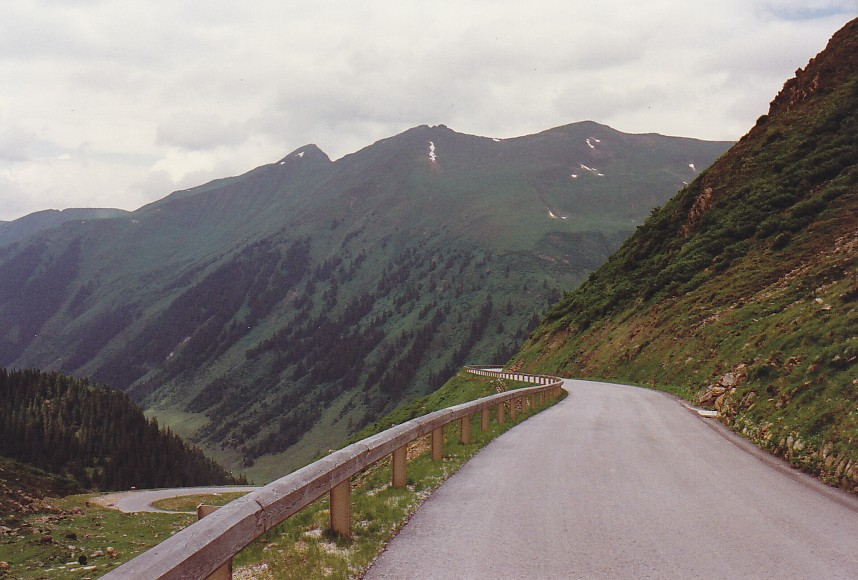
Die Erzherzog-Johann-Straße (Sölkpass) im Mai 1989

Der Pass liegt an der Scheide zwischen Wölzer- und Schladminger Tauern und verbindet über eine Panoramastraße das Murtal mit dem Ennstal. Nahe Orte im Murtal sind Schöder, Murau und Oberwölz, im Ennstal Gröbming.
Die Höhe des Sölkpasses beträgt 1788 m ü. A. Die Passhöhe selbst bietet nur wenig Aussicht, hingegen gibt es auf der Passstraße selbst eine Reihe von interessanten Aussichten. Als Passstraße führt die Landesstraße L704, die Sölkpassstraße oder auch Erzherzog-Johann-Straße genannt, darüber. Sie wurde im Jahre 1954 umfangreich zweispurig ausgebaut und asphaltiert.
Benachbarte Übergänge sind der Radstädter Tauernpass und der Tauerntunnel im Westen sowie der Triebener Tauernpass im Osten.

## Wintersperre
Wegen ihrer untergeordneten Bedeutung und fehlender Lawinenschutzbauten wird die Passstraße im Winter nicht geräumt. Es besteht keine offizielle Wintersperre, aber die Straße ist vom ersten Schneefall, meist im Oktober, bis zum vollständigen Abtauen offiziell nicht freigegeben. Erfahrungsgemäß ist der Sölkpass ab Mitte Mai offiziell geöffnet. Eine gefahrlose Überfahrt wäre meist schon früher möglich, ist aber aufgrund der aufrechten Wintersperre illegal.

## Geschichte

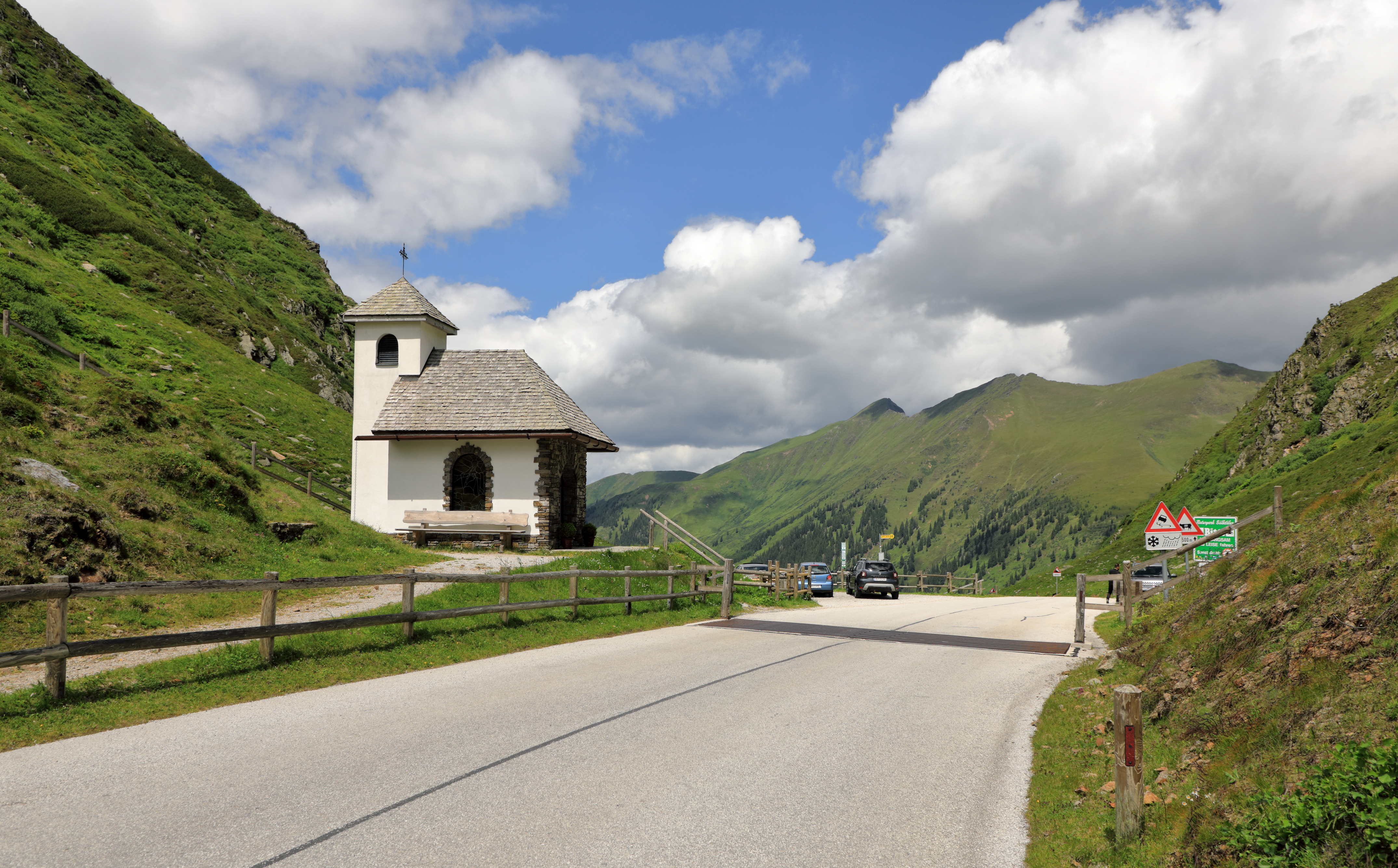
Passhöhe mit der 1978 errichteten Kapelle

Bereits in der späten Bronzezeit wurde der Sölkpass als Verkehrsverbindung genutzt, wie das Fundament einer ehemaligen Hütte im Bereich der Passhöhe und Holzkohlenreste zeigen.
Im späten Mittelalter begann der Sölkpass, der zuweilen auch als Sölkscharte bezeichnet wurde, eine gewisse regionale Bedeutung zu erlangen. Ab dieser Zeit zumindest ist eine Begehung auch urkundlich gesichert. Bereits 1593 entstand ein erstes Projekt für den Bau eines Karrenweges über den Sölkpass, für den ein Kostenvoranschlag einen Betrag von 1460 Gulden vorsah.
Etwas östlich des Sölkpasses befindet sich das 1987 m hohe Glattjoch, auf das heute nur noch ein Wandersteig führt. Im 16. Jahrhundert gab es aber einen lokal bedeutenden Saumweg, 1574 begann man diesen auszubauen. Dieser Ausbau, der sich ganze hundert Jahre hinzog, musste ergebnislos eingestellt werden, in der Folge verlor das Glattjoch bald auch jegliche lokale Bedeutung.
Von der obersten Kehre auf der Nordseite kann man noch einen alten Saumpfad aus dem Mittelalter erkennen.
1978 wurde auf der Passhöhe eine kleine Kapelle errichtet.
Anfang August 2017 haben starke Unwetter auf beiden Seiten extreme Schäden verursacht. Der Sölkpass wurde daher auf ungewisse Zeit gesperrt.
Anfang Juli 2018 wurde der Sölkpass für den Verkehr wieder freigegeben.

## Tourismus
Der Sölkpass ist auch heute noch touristisch kaum erschlossen. So existiert auf der gesamten Strecke kaum nennenswerte Gastronomie oder Hotellerie. Dennoch bietet der Naturpark Sölktäler viele Sehenswürdigkeiten samt kulinarischer Umrahmung.

### Öffentlicher Personenverkehr
In den Sommerferien verkehrt zweimal am Tag ein Kleinbus der StB Line 945 von Schöder über den Sölkpass bis Gröbming.